# John O'Shea
John Francis O'Shea (n. 30 aprilie 1981, Waterford, Munster⁠(d), Irlanda) este un fotbalist irlandez retras din activitate, care a jucat pe post de fundaș central la echipe ca Manchester United, Sunderland și Reading. Pe plan internațional, are prezențe la națională pentru Irlanda U21⁠(d) și Irlanda. După încheierea carierei, a devenit antrenor, și antrenează în prezent pe Echipa națională de fotbal a Irlandei.

## Cariera
După ce și-a terminat studiile în Waterford și s-a antrenat la cluburile locale de fotbal Ferrybank AFC și Bohemians, O'Shea a ajuns la Manchester, unde a semnat cu United după câteva veri în care se antrenase în Anglia la academia ei. A debutat ca profesionist în 1999, într-un meci cu Aston Villa. După ce a fost împrumutat la Bournemouth, respectiv Royal Antwerp, s-a întors la Manchester și a început să joace ca titular în sezonul 2002-03, demonstrându-și adaptabilitatea, jucând atât ca fundaș central, cât și ca fundaș stânga, dreapta, sau mijlocaș la închidere.
O'Shea a debutat în echipa de seniori a naționalei Irlandei pe 15 august 2001, când a intrat în minutul 84 ca rezervă în meciul cu Croația. A dezămăgit însă, provocând un penalty în prelungiri, care a dus la egalarea târzie a oaspeților.
Pe 4 februarie 2007, în timpul unui meci de ligă cu Tottenham Hotspur, O'Shea l-a înlocuit în poartă pe Edwin van der Sar, după ce Manchester își epuizase toate schimbările. Ca portar O'Shea a parat un șut al conaționalului său Robbie Keane, cu câteva minute înainte de terminarea meciului (fanii lui United au scandat atunci „Numărul 1 al Irlandei” în onoarea sa). O lună mai târziu i-a câștigat de partea sa pe fani, marcând un gol în prelungiri pe Anfield, după ce intrase ca rezervă a lui Wayne Rooney. Acel gol a ajutat-o pe United să câștige titlul în sezonul 2006/2007. 

## Statistici

### Club

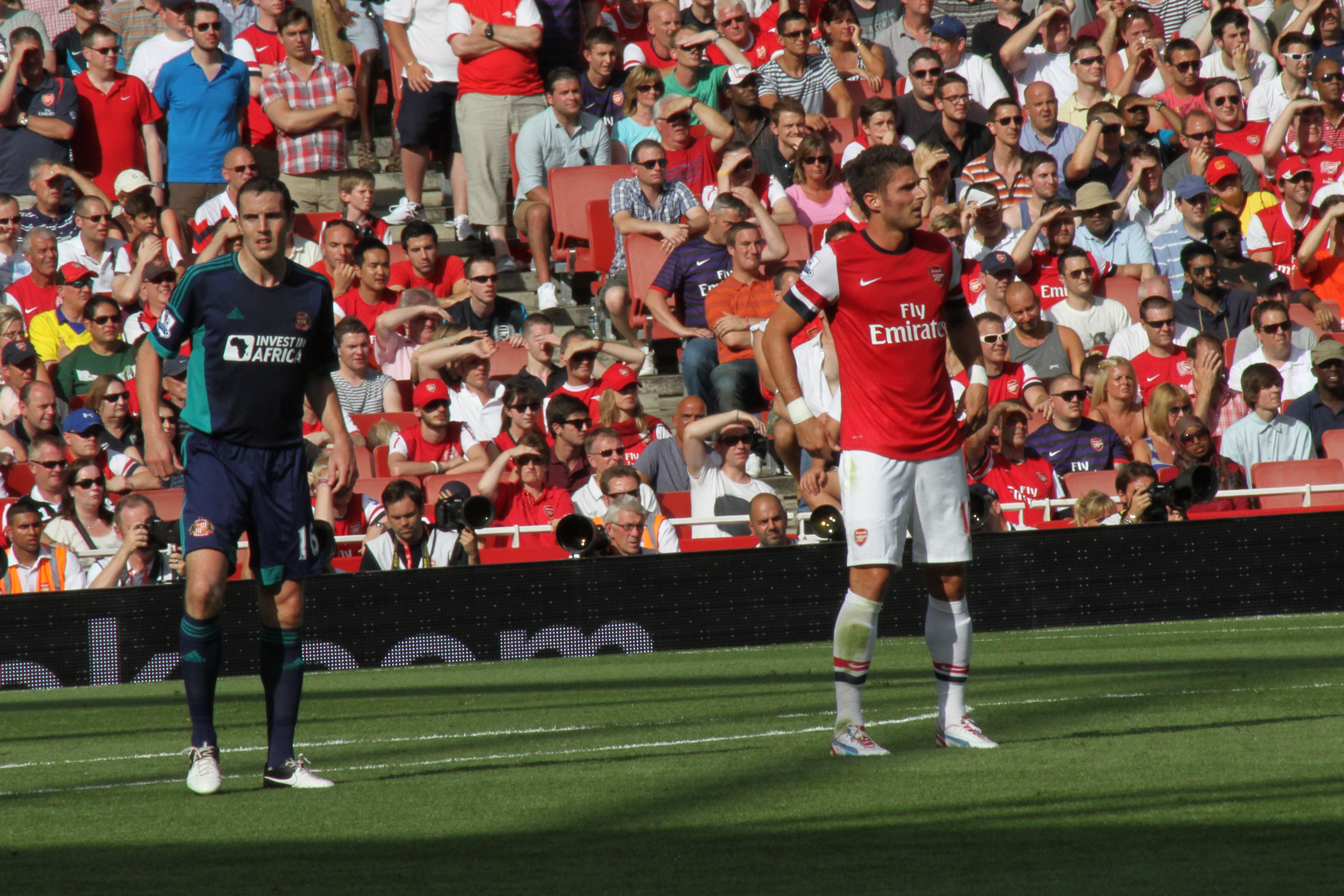
O'Shea (left) in action for Sunderland at the Arsenal, 2012

La match played 13 august 2017.
| Club                 | Sezon         | Campionat | Campionat | Cupă    | Cupă   | Cupa Ligii | Cupa Ligii | Europa  | Europa | Altele  | Altele | Total   | Total  |
| Club                 | Sezon         | Meciuri   | Goluri    | Meciuri | Goluri | Meciuri    | Goluri     | Meciuri | Goluri | Meciuri | Goluri | Meciuri | Goluri |
| -------------------- | ------------- | --------- | --------- | ------- | ------ | ---------- | ---------- | ------- | ------ | ------- | ------ | ------- | ------ |
| Manchester United    | 1999–2000     | 0         | 0         | —       | —      | 1          | 0          | 0       | 0      | 0       | 0      | 1       | 0      |
| Manchester United    | 2000–01       | 0         | 0         | 0       | 0      | 2          | 0          | 0       | 0      | 0       | 0      | 2       | 0      |
| Manchester United    | 2001–02       | 9         | 0         | 0       | 0      | 1          | 0          | 3       | 0      | 0       | 0      | 13      | 0      |
| Manchester United    | 2002–03       | 32        | 0         | 1       | 0      | 3          | 0          | 16      | 0      | 0       | 0      | 52      | 0      |
| Manchester United    | 2003–04       | 33        | 2         | 6       | 0      | 2          | 0          | 7       | 0      | 1       | 0      | 49      | 2      |
| Manchester United    | 2004–05       | 23        | 2         | 4       | 1      | 4          | 0          | 5       | 0      | 1       | 0      | 37      | 3      |
| Manchester United    | 2005–06       | 34        | 1         | 2       | 0      | 4          | 1          | 7       | 0      | 0       | 0      | 47      | 2      |
| Manchester United    | 2006–07       | 32        | 4         | 5       | 0      | 1          | 0          | 11      | 1      | 0       | 0      | 49      | 5      |
| Manchester United    | 2007–08       | 28        | 0         | 2       | 0      | 1          | 0          | 6       | 0      | 1       | 0      | 38      | 0      |
| Manchester United    | 2008–09       | 30        | 0         | 4       | 0      | 6          | 1          | 12      | 1      | 2       | 0      | 54      | 2      |
| Manchester United    | 2009–10       | 15        | 1         | 0       | 0      | 0          | 0          | 3       | 0      | 1       | 0      | 19      | 1      |
| Manchester United    | 2010–11       | 20        | 0         | 4       | 0      | 1          | 0          | 6       | 0      | 1       | 0      | 32      | 0      |
| Manchester United    | Total         | 256       | 10        | 28      | 1      | 26         | 2          | 75      | 2      | 7       | 0      | 393     | 15     |
| Bournemouth (loan)   | 1999–2000     | 10        | 1         | 0       | 0      | 0          | 0          | —       | —      | —       | —      | 10      | 1      |
| Royal Antwerp (loan) | 2000–01       | 14        | 0         | 0       | 0      | —          | —          | —       | —      | —       | —      | 14      | 0      |
| Sunderland           | 2011–12       | 29        | 0         | 5       | 0      | 0          | 0          | —       | —      | —       | —      | 34      | 0      |
| Sunderland           | 2012–13       | 34        | 2         | 0       | 0      | 2          | 0          | —       | —      | —       | —      | 36      | 2      |
| Sunderland           | 2013–14       | 33        | 1         | 2       | 0      | 7          | 0          | —       | —      | —       | —      | 42      | 1      |
| Sunderland           | 2014–15       | 37        | 0         | 4       | 0      | 2          | 0          | —       | —      | —       | —      | 43      | 0      |
| Sunderland           | 2015–16       | 28        | 0         | 1       | 0      | 2          | 0          | —       | —      | —       | —      | 31      | 0      |
| Sunderland           | 2016–17       | 28        | 0         | 1       | 0      | 1          | 0          | —       | —      | —       | —      | 30      | 0      |
| Sunderland           | 2017–18       | 1         | 0         | 0       | 0      | 1          | 0          | —       | —      | —       | —      | 2       | 0      |
| Sunderland           | Total         | 190       | 3         | 12      | 0      | 15         | 0          | —       | —      | —       | —      | 218     | 3      |
| Total carieră        | Total carieră | 470       | 14        | 40      | 1      | 41         | 2          | 75      | 2      | 7       | 0      | 635     | 19     |